# Proboscis

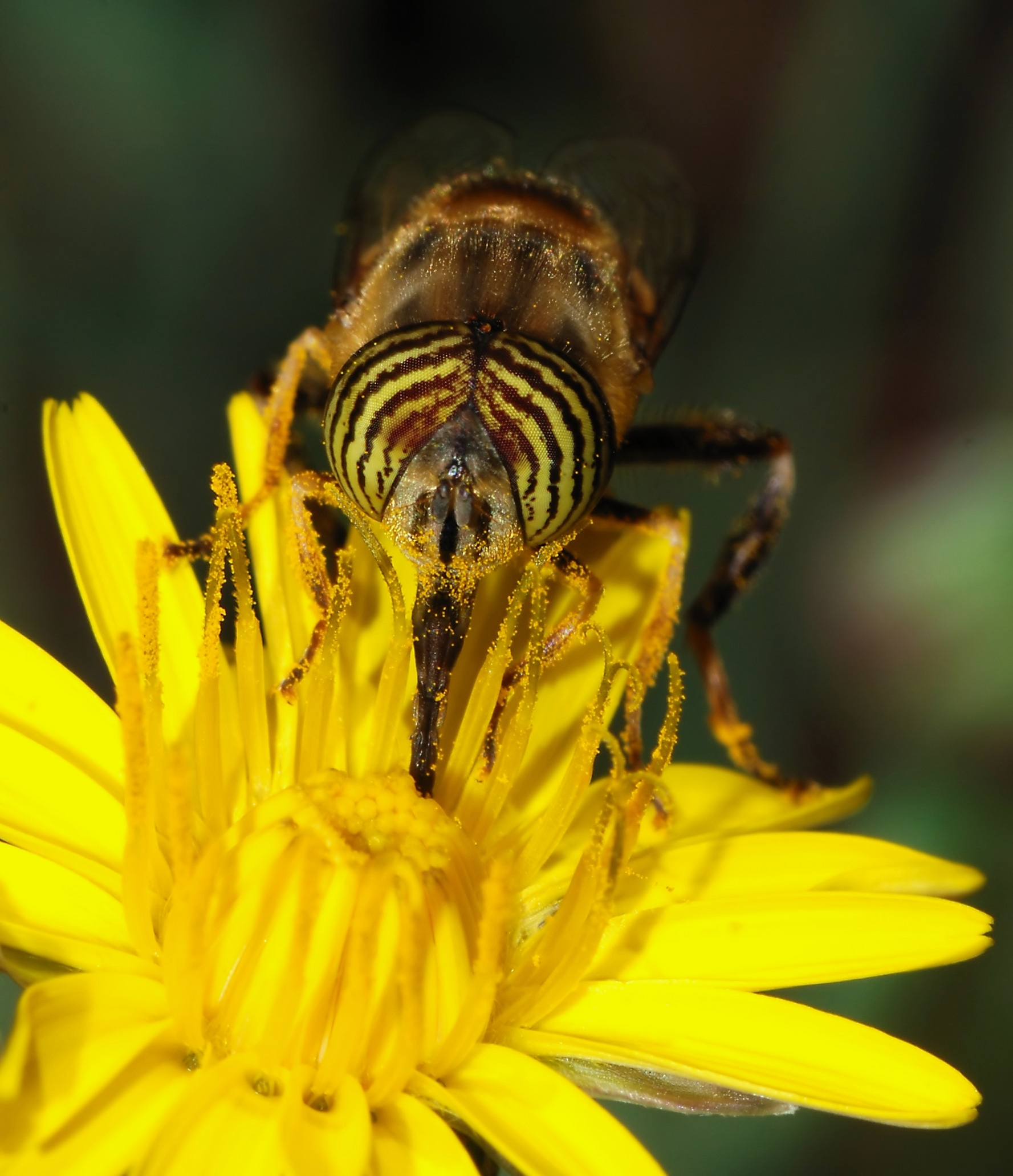
Een zweefvlieg gebruikt zijn proboscis om de nectar uit een bloem te zuigen

Een proboscis is een verlengde structuur op de kop van verscheidene diergroepen.

## Gewervelden
De verlengde snuit bij slurfdieren en springspitsmuizen wordt slurf genoemd. De slurf dient voornamelijk om hogere voedselbronnen zoals bladeren te kunnen eten.

## Ongewervelden
Proboscis betekent letterlijk verlengde neus, maar niet bij alle betreffende diersoorten is het de neus die is verlengd. Bij veel geleedpotigen gaat het om de monddelen. De proboscis dient meestal om beter bij het voedsel te komen of het efficiënter op te nemen en wordt wel slurf of zuigsnuit genoemd.
Bij de geleedpotigen is de proboscis altijd een zuigend orgaan, veel soorten steken het in een plant of dier dat als voedsel dient en zuigen de sappen op. Vlinders zijn hierop een uitzondering, ze kunnen met de tere proboscis niet penetreren, maar alleen vloeistoffen als nectar opzuigen. Ook het set zuigende monddelen van zeespinnen wordt proboscis genoemd.
Ook bij andere ongewervelden als platwormen, borstelwormen en pindawormen zijn er soorten met een proboscis. Hierbij is de farynx uitstulpbaar om zo prooien te kunnen vangen. Qua functie is de proboscis hier tot op zekere hoogte vergelijkbaar met de tong van gewervelden, maar er is geen sprake van evolutionaire verwantschap (homologie).

### Vlinders

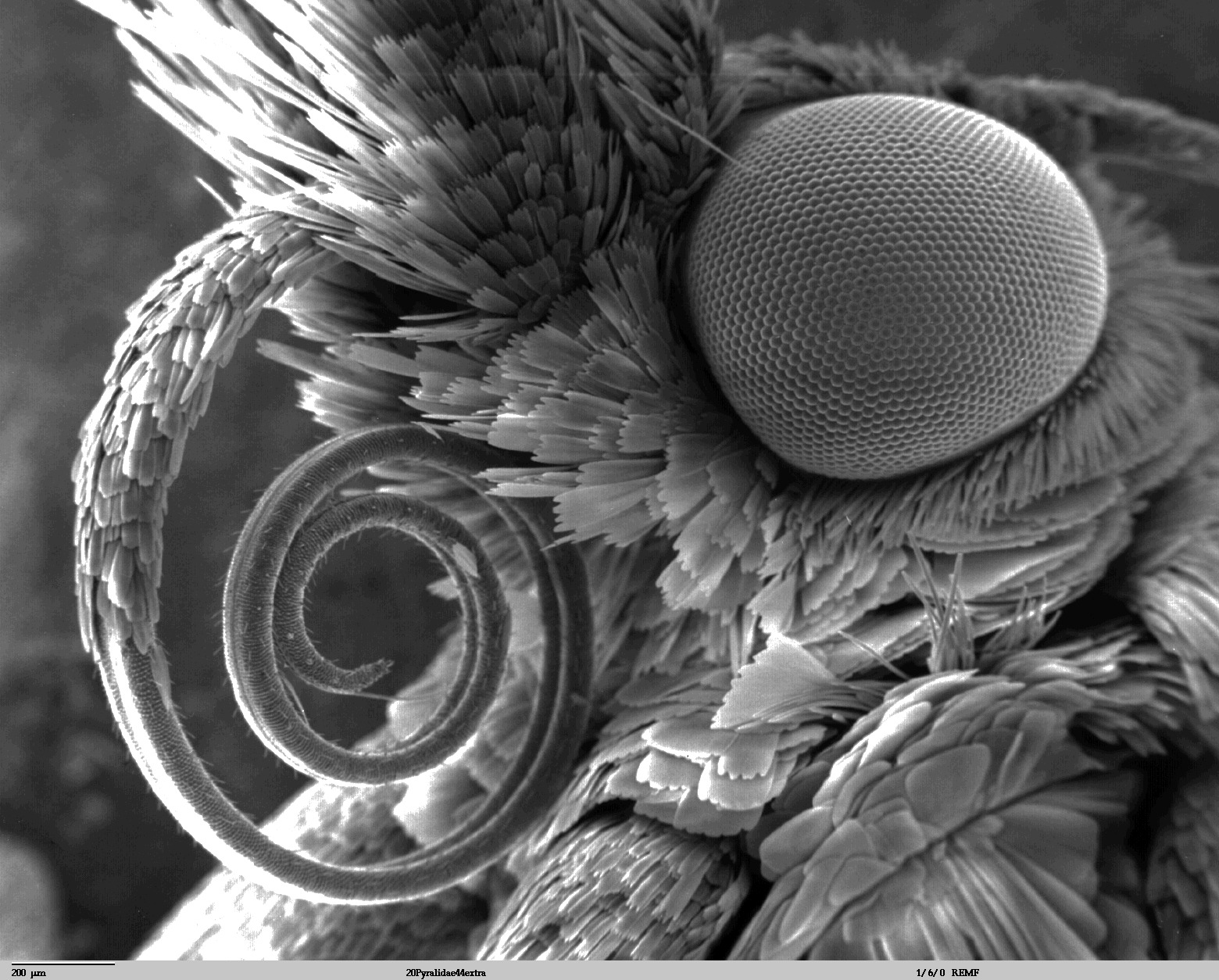
Snuitmot met roltong

De roltong of proboscis van een vlinder of diverse andere geleedpotigen is een buisvormig, oprolbaar orgaan waarmee nectar uit de bloem kan worden opgezogen, of ander vloeibaar voedsel, zoals sap van zacht rottend fruit, urine, mest, of vocht van dode dieren. De lengte van de roltong varieert van 1 centimeter tot wel 15 centimeter bij de windepijlstaart.